# Harald Mollers
Harald Mollers (Malmedy, 10 oktober 1977) is een Belgisch Duitstalig politicus.  Hij zetelt voor zijn partij ProDG in de Regering van de Duitstalige Gemeenschap.

## Levensloop
Mollers studeerde in 2000 af als licentiaat geschiedenis aan de Université libre de Bruxelles. Vervolgens werd hij bediende en daarna bedrijfsleider bij Dexia. 
Hij is sinds 2008 lid van ProDG en voor deze partij werd hij in 2009 verkozen tot lid van het Parlement van de Duitstalige Gemeenschap. Na de regeringsvorming werd hij van 2009 tot 2014 minister van Gezin, Volksgezondheid en Sociale Aangelegenheden in de regering-Lambertz III. Van 2014 tot 2019 was hij minister van Onderwijs en Wetenschappelijk Onderzoek in de regering-Paasch I. In 2019 werd hij in de regering-Paasch II minister van Onderwijs, Wetenschappelijk Onderzoek, Opleiding, Kinderbeleid en Middenstand. Op 12 oktober 2020 nam Mollers ontslag als minister, naar eigen zeggen wegens de ongekende haatreacties die hij kreeg sinds de uitbraak van de coronacrisis. Dit betekende zijn vertrek uit de politiek, aangezien hij ook niet terugkeerde als parlementslid.
Van 2010 tot 2013 was hij eveneens ondervoorzitter van ProDG. Mollers is gehuwd en vader van een dochter en van een zoon. Na zijn loopbaan als minister ging Mollers in februari 2021 aan de slag bij verzekeringsgroep Ethias, als head of sales voor de Duitstalige Gemeenschap.